# Rigny-Saint-Martin
Rigny-Saint-Martin település Franciaországban, Meuse megyében. Lakosainak száma 50 fő (2022. január 1.). Rigny-Saint-Martin Blénod-lès-Toul, Charmes-la-Côte, Choloy-Ménillot, Domgermain, Gibeaumeix, Vannes-le-Châtel, Chalaines és Rigny-la-Salle községekkel határos.

## Népesség
A település népessége az elmúlt években az alábbi módon változott:
| Lakosok száma | 58   | 53   | 45   | 59   | 59   | 56   | 53   | 50   | 49   | 50   |
|               | 1968 | 1982 | 1990 | 2006 | 2013 | 2015 | 2017 | 2019 | 2020 | 2022 |